# Ischyrocerus anguipes
Ischyrocerus anguipes är en kräftdjursart som beskrevs av Henrik Nikolai Krøyer 1838. Ischyrocerus anguipes ingår i släktet Ischyrocerus och familjen Ischyroceridae. Arten är reproducerande i Sverige. Inga underarter finns listade i Catalogue of Life.